# Plagioglypta pertracheata
Plagioglypta pertracheata är en blötdjursart som beskrevs av Ludwig Hermann Plate 1908. Plagioglypta pertracheata ingår i släktet Plagioglypta och familjen Dentaliidae. Inga underarter finns listade i Catalogue of Life.